# Mi–28
A Mi–28 (NATO-kódja: Havoc) kétüléses szovjet harci helikopter. Kialakítása hasonlít az amerikai AH–64 Apache harci helikopteréhez. Fő feladatköre a szárazföldi páncélos erők támadása.

## Története
Fejlesztése közvetlenül a Mi–24 harci helikopter rendszeresítését követően, 1972-ben kezdődött a Mil-tervezőirodában. A Mi–24-esen alapuló új helikopterrel kapcsolatban több koncepció született. A kiinduló modell még erősen hasonlított a Mi–24-re, azzal a különbséggel, hogy megszüntették az utasteret. Készült előzetes tanulmányterv egy olyan helikopterről is, amelynél a hajtóműveket kétoldalt, szárnycsonkok végein helyezték volna el, a főrotorok pedig tandem elrendezésűek lettek volna, kiegészítve a törzs végére felszerelt tolólégcsavarral.  A több koncepció-tanulmány után 1977-ben végül egy egyszerű, hagyományos elrendezésű változat mellett döntöttek, amely viszont már kevés hasonlóságot mutatott a Mi–24-gyel.
1981-ben elfogadták az előzetes terveket, amely rögzítette a konstrukció alapvető jellemzőit. Az első, 012 oldalszámú prototípus 1982. november 10-én repült először, majd 1983-ban elkészült a második, 022 oldalszámú prototípus is. 1984-ben befejeződött az állami berepülési program első szakasza, de 1984 októberében a Szovjet Légierő vezetése a műszakilag fejlettebb, perspektivikusabbnak tűnő Ka–50-et választotta a jövőben rendszeresítendő harci helikopternek. A Mi–28 fejlesztése ennek ellenére tovább folytatódott, de a korábbiaknál kisebb intenzitással. 1987 decemberében pedig a Rosztvertol vállalat döntött arról, hogy Rosztovban beindítják a sorozatgyártását.
1988 januárjában repült először a sorozatgyártásra szánt Mi–28A változat. Ebbe a prototípusoktól eltérően erősebb hajtóműveket szereltek, a hagyományos, háromtollú farokrotort pedig X-elrendezésű, csökkentett zajszintű rotorra cserélték. Ezt a változatot mutatták be először a nemzetközi közönségnek az 1989. júniusi párizsi repülőkiállításon. 1991-ben készült el a Mi–28A második példánya is. A Mi–28A gyártását a két elkészült példány után azonban felfüggesztették, mert a gép nem volt versenyképes a Ka–50-nel szemben, és jelentős hiányossága volt a minden időjárási viszonyok közti alkalmazhatóságának hiánya. A Mi–28-program megmentése érdekében a Rosztvetol 1990-ben aláírt egy megállapodást Irakkal a helikopter exportjáról, erre a célra pedig elkészítették a Mi–28 exportváltozatának, a Mi–28L-nek a terveit. Az iraki exportot azonban megakadályozta az Öbölháború.
A Mi–28A alkalmazási korlátainak kiküszöbölésére 1995-re elkészült a Mi–28N (N - Nocsnoj, éjszakai) változat, melynek jellegzetessége a főrotor fölötti kupolában elhelyezett radarberendezés (hasonlóan az amerikai Longbow Apache-hoz).  A gép továbbfejlesztett, TV-kamerával és hőképalkotó berendezéssel is ellátott Tor célzóberendezést kapott. A prototípus 1996. november 14-én repült először. Pénzügyi nehézségek miatt azonban a Mi–28N-programot is felfüggesztették.
A hidegháborús katonai stratégiák háttérbe szorulásának köszönhetően, a 2000-es évektől a Mi–28 fejlesztési programja ismét új lendületet kapott. A harckocsik tömeges bevetésével már nem számoló új háborús stratégiák a harckocsi-vadász helikopter koncepcióját kevésbé tartották követendőnek. Így a korábban favorizált, kifejezetten harckocsi-vadász feladatkörre tervezett Ka–50 helyett ismét előtérbe került az általános földi támadó feladatkörre jobban megfelelő Mi–28. A Mil-helikopter mellett szólt az alacsonyabb ára, valamint az is, hogy a Ka–50 minden időben alkalmazható, kétüléses változatának, a Ka–52-nek a tömegnövekedés miatt romlottak a repülési paraméterei. 2003-ban az orosz hadsereg vezetése  a Ka–50 és a Ka–52 mellett a Mi–28N rendszeresítéséről is döntött. Ennek nyomán, 2004-ben újraindult a gyártás. Ekkor elkészült a második példány is, amely módosított főrotort kapott. 2015-ig kb. 350 db Mi–28 hadrendbe állítása volt tervbe véve, ebből 50 db-ot 2010-ig kellett szolgálatba állítani.
Export célokra kialakítottak két változatot is, a Mi–28NE-t és Mi–28D csökkentett harcértékű nappali változatot, mely a Mi–28N-en alapul, de nem rendelkezik radarral és infravörös hőképalkotóval. A Rosztvertol 2008-ban kísérleti jelleggel nagyobb teljesítményű Klimov VK–2500 gázturbinákkal teszteli a Mi–28N-t.

## Típusváltozatok
- Mi–28 – Prototípus („280-as gyártmány”), 2 db készült.
- Mi–28A – Modernizált, harckocsivadász-változat, amely 2004-ben repült először. TV3–117 gázturbinával és VR–29 reduktorral szerelték fel. Nem rendszeresítették, mindössze kettő db-ot építettek (a hadseregnél a Ka–50-nel szemben alulmaradt).
- Mi–28L – A Mi–28A-n alapuló, Irak számára kifejlesztett export-változat. Csak terv szintjén maradt.
- Mi–28N – Minden időben használható, éjszakai harcra is alkalmassá tett változat. A rotoragy fölé épített milliméteres hullámsávban működő radarberendezéssel, infrakamerával és lézeres távmérővel láttak el. A sorozatgyártású példányokba TV3–117MA–SZB3 szabadturbinás hajtóművet építettek.
- Mi–28D – A Mi–28N-en alapuló, radar és TV-kamera, valamint infravörös hőképalkotó nélküli változat.
- Mi–28NE – Észak-Koreának felajánlott export-változat, Venezuela 2009-től tervezi rendszeresítését
- Mi–28NM – a Mi–28N (Ugolok nyeba) korszerűsített változata, gyártását 2020-ban kezdték meg.[3]

## Üzemeltető országok
- Oroszország (28 db)